# لوما روسو
لوما روسو مورا (من مواليد 30 مارس 1995) عارضة أزياء برازيلية وطيار وفنانة مكياج وحاملة لقب ملكة عندما توجت بمسابقة جمال ملكة جمال سحر 2023 التي أقيمت في 16 فبراير 2023 في مسرح هوا بينه في مدينة هوشي منه، فيتنام، وأصبحت أول فائزة في تاريخ المسابقة.

## نشأتها
ولدت لوما روسو مورا في بيلو هوريزونتي، ميناس جيرايس، البرازيل، ونشأت في ديفينوبوليس. تخرجت كطيار طيران تجاري وهي خريجة فنون تجميلية محترفة من مدرسة برايتون للمكياج في إنجلترا.

## روابط خارجية
- لوما روسو على إنستغرام